# Jean Kennedy Smith
Jean Ann Kennedy Smith, född 20 februari 1928 i Brookline, Massachusetts, död 17 juni 2020 i New York, var en amerikansk diplomat. Hon var USA:s ambassadör i Dublin 1993–1998. Hon är det åttonde barnet till Joseph Kennedy och Rose Fitzgerald Kennedy; hennes bror John F. Kennedy var USA:s 35:e president.
Smith gick i skola i USA och i Storbritannien, där fadern Joseph var ambassadör mellan 1938 och 1940. År 1949 utexaminerades hon från Manhattanville College med engelska som huvudämne. År 1956 gifte hon sig med Stephen Edward Smith och äktenskapet varade till hans död år 1990. År 1993 utnämndes hon till ambassadör i Dublin av president Bill Clinton. Fem år senare avgick hon och återvände till USA. Irlands regering utsåg henne 1998 till hedersmedborgare.